# مسألة القياس الكمي
مسألة القياس في ميكانيكا الكم هي مسألة كيفية حدوث انهيار الدالة الموجية. أدى عدم القدرة على مراقبة هذه العملية مباشرة إلى تفسيرات مختلفة لميكانيكا الكم، وطرح مجموعة من الأسئلة الأساسية التي يجب أن يجيب عليها كل تفسير. تتطور الدالة الموجية في ميكانيكا الكم بشكل حتمى وفقا لمعادلة شرودنغر مثل التراكب لحالات مختلفة، ولكن القياسات الفعلية تجد دائما النظام الفيزيائى في حالة محددة. يعتمد أي تطور مستقبلي على الحالة التي تم اكتشاف النظام فيها عندما تم إجراء القياس، مما يعني أن القياس «فعل شيئًا» للنظام الذي ليس من الواضح نتيجة لتطور شرودنغر.
للتعبير عن الأمور بشكل مختلف (كصياغة ستيفن واينبرج،)
تحدد معادلة شرودنغر الدالة الموجية في أي وقت لاحق. إذا تم وصف المراقبين وأجهزة قياسهم بأنفسهم من خلال دالة الموجات الحتمية، فلماذا لا نتوقع نتائج دقيقة للقياسات، ولكن فقط الاحتمالات؟ سؤال عام: كيف يمكن للمرء أن يقيم المراسلات بين الواقع الكَمْي والكلاسيكي؟

## تعدد المسائل
قياس الكمومية يتكون في الواقع من مجموعة من المسائل التي تسلط الضوء على مشاكل العلاقة بين صياغات ميكانيكا الكم والعالم الماكروسكوبي على ما يبدو، أو كما يتم قياس ذلك.
هذه المشاكل هي: 
1. تطور الدالة الموجية كما السببية والحتمية (افتراض 6)، تمثيل جميع المعلومات التي يمكن معرفتها عن النظام (افتراض 1)، لماذا نتيجة قياس الكم هي في الأساس غير محددة (فرضية 4 وفرضية 5)؟
2. تطور الدالة الموجية هو خطي ووحدوي (افتراض 6)، كيف يمكن لتراكب الكمومية أن يختفي (افتراض 5)، حيث أن الخطي/الوحدوي يؤدي بطبيعة الحال إلى الحفاظ على الحالة المتراكبة.

حتى لو كان هناك مسألتين متصلتين، فمن المهم التمييز بينهم وذلك بفضل بعض الحلول مثل التعارض يمكن أن يقدم إجابة على المسألة 2 ولكن ليس المسألة 1.

## تقديم

### التاريخ
تم صياغة مسألة القياس رسميا لأول مرة من قبل جون فون نيومان في عام 1932 في كتابه الأسس الرياضية لميكانيكا الكم (الفصل السادس). في وقت لاحق، في عام 1935، أصبحت أكثر شعبية بواسطة إرفين شرودنغر في «مفارقة القطة» الشهيرة.
 ومنذ ذلك الحين، وهذه المسألة موضع جدل الكثير وما زالت مثيرة للجدل في القرن الحادي والعشرين، حتى بعد تأسيس الحلول وقبولها من قبل غالبية (ولكن ليس كل) الفيزيائيين.